# Laurent Anderson
Pour les articles homonymes, voir Andersson et Lars Andersson (homonymie).
Laurentius Andreæ, en suédois Lars Andersson (né à Strängnäs vers 1470 et mort le 14 avril 1552) est un réformateur et homme d'État suédois.
Il est ordonné prêtre dans la jeunesse, voyage à Rome puis devient diacre de sa ville natale en 1509, avant de devenir chancelier de Gustave Ier Vasa en 1523. Il prend position pour la Réforme dès le 4 février 1524 et use de son influence pour l'introduire en Suède. Il fait déclarer le roi chef de l'Église à la diète de Västeras en 1527.
Néanmoins, ayant négligé de révéler une conspiration dont il était instruit, il est condamné à mort en 1540. Il échappe au supplice en payant une forte somme et meurt dans la retraite.
On a de lui une traduction suédoise du Nouveau Testament.

## Sources
- Marie-Nicolas Bouillet  et Alexis Chassang (dir.), « Laurent Anderson » dans Dictionnaire universel d’histoire et de géographie, 1878 (lire sur Wikisource)